# Maullín
Maullín ist eine Kommune im Süden Chiles. Sie liegt in der Provinz Llanquihue in der Región de los Lagos. Sie hat 14.216 Einwohner und liegt ca. 57 Kilometer südwestlich von Puerto Montt, der Hauptstadt der Region.

## Geschichte
Der Begriff Maullín stammt aus der Sprache der Mapuche Mapudungun und setzt sich aus den Begriffen "Mau" und "Lliuñ" zusammen. Die Bedeutung ist in etwa "Wasserfall" oder "Regenfall".
Neben der Kommune Calbuco ist Maullín die älteste Siedlung der Región de los Lagos. Sie wurde im 16. Jahrhundert vermutlich von San Francisco Xavier de Maullín gegründet, vermutlich am 12. Februar 1560, eventuell aber auch erst 1620. So wurde eine Festung auf dem heutigen Gebiet der Gemeinde errichtet. Sie lag strategisch am "Camino Real" auf der Strecke von Valdivia zur Insel Chiloé und in der Nähe des Río Maullín.
Auch während des chilenischen Unabhängigkeitskrieges hatte die Festung Maullín eine wichtige Bedeutung, sie war zuletzt eine der wenigen Festungen im Süden, die von den spanischen Royalisten kontrolliert wurde. Nach der Schlacht von El Toro fiel die Festung allerdings am 29. März 1824 in die Hände der chilenischen Patrioten. 1861 wurde das Gebiet von der Provinz Chiloé in die Provinz Llanquihue eingegliedert. Dort war Maullín zunächst Teil von Carelmapu. 1891 erhielt Maullín offiziell den Status einer Gemeinde, die zunächst auch Territorien der heutigen Kommunen Fresia und Los Muermos umfasste. Anfang des 20. Jahrhunderts war in Maullín/Carelmapu ein wichtiger Seehafen, dessen Bedeutung mit dem Bau des Panamakanals abnahm.

## Demografie und Geografie
Laut der Volkszählung aus dem Jahr 2017 leben in Maullín 14.216 Einwohner, davon sind 7213 männlich und 6985 weiblich. 46,6 % leben in urbanem Gebiet, der Rest in ländlichem Gebiet. Neben der Gemeinde Maullín gehören mehrere Ortschaften zur Kommune, etwa Carelmapu, Quenuir und Lolcura. Die Kommune hat eine Fläche von 860,8 km² und grenzt im Norden an Los Muermos, im Osten an Puerto Montt und Calbuco, im Süden an den Kanal von Chacao und an den Golf von Ancud und im Westen an den Pazifischen Ozean. Außerdem fließt der Río Maullín durch die Gemeinde und mündet dort in den Pazifik.

## Wirtschaft und Politik
In Maullín gibt es 124 angemeldete Unternehmen. Eine wichtige Wirtschaftsquelle der Gemeinde ist die Landwirtschaft. Der aktuelle Bürgermeister von Maullín ist Jorge Westermeier Estrada von der christdemokratischen PDC. Auf nationaler Ebene liegt Maullín im 57. Wahlkreis, unter anderem zusammen mit Puerto Montt, Calbuco und Cochamó.

## Kultur und Tourismus
Maullín ist touristisch besonders für seine Strände am Pazifik bekannt, etwa in Pangal und Mar Brava. Jedes Jahr im Februar wird das Retro Maullín Festival gefeiert. Ebenfalls bekannt ist das Festival Costumbrista del Parque Pangal, das für seine traditionellen Bräuche bekannt ist. Nennenswert ist ebenfalls ein 2019 am Río Maullín eingerichtetes Naturschutzgebiet, in dem man neben vielen verschiedenen Vogelarten auch andere Tiere wie den Chileflamingo oder den Südlichen Flussotter beobachten kann.

## Fotogalerie

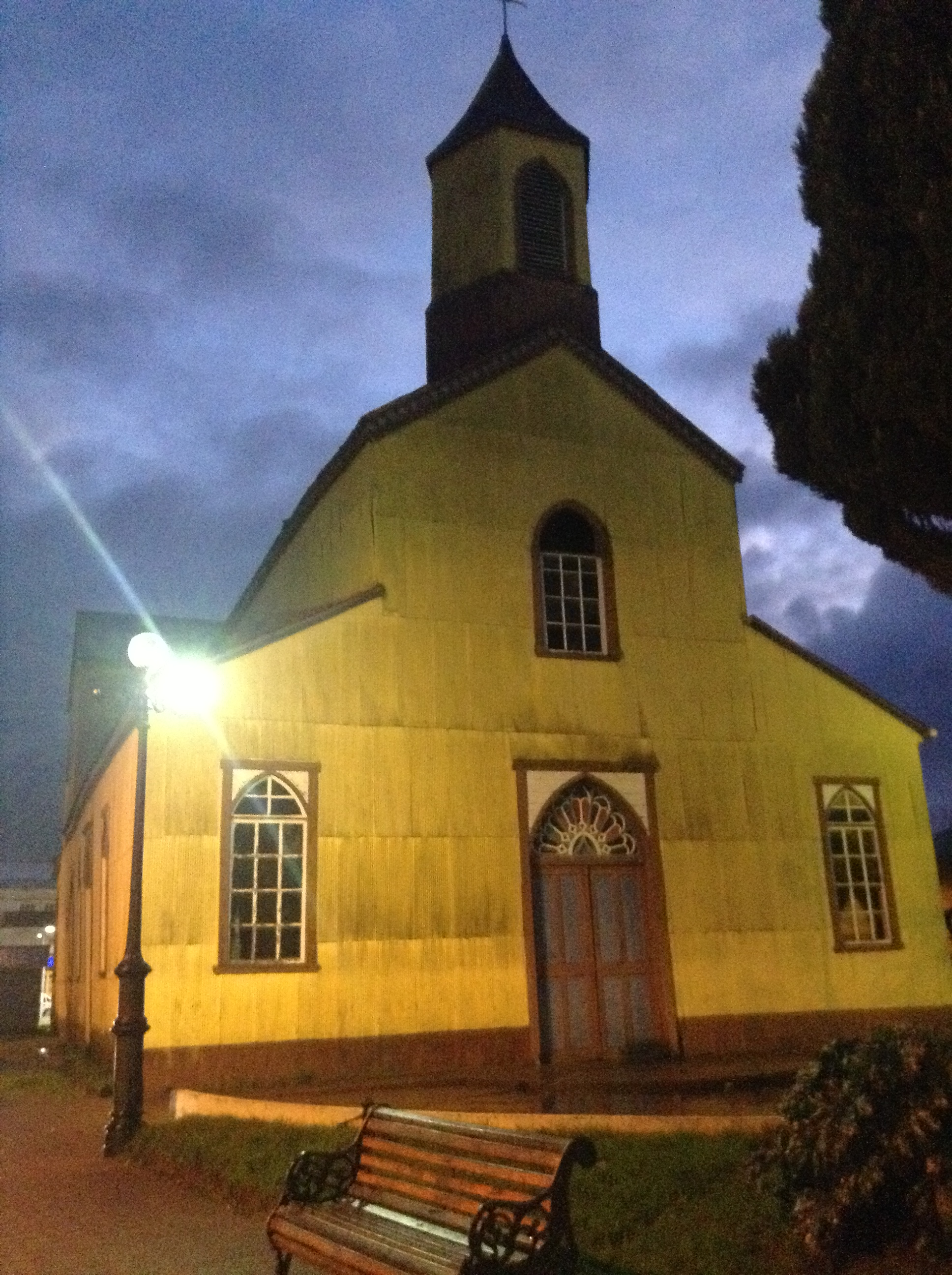
Kirche von Maullín
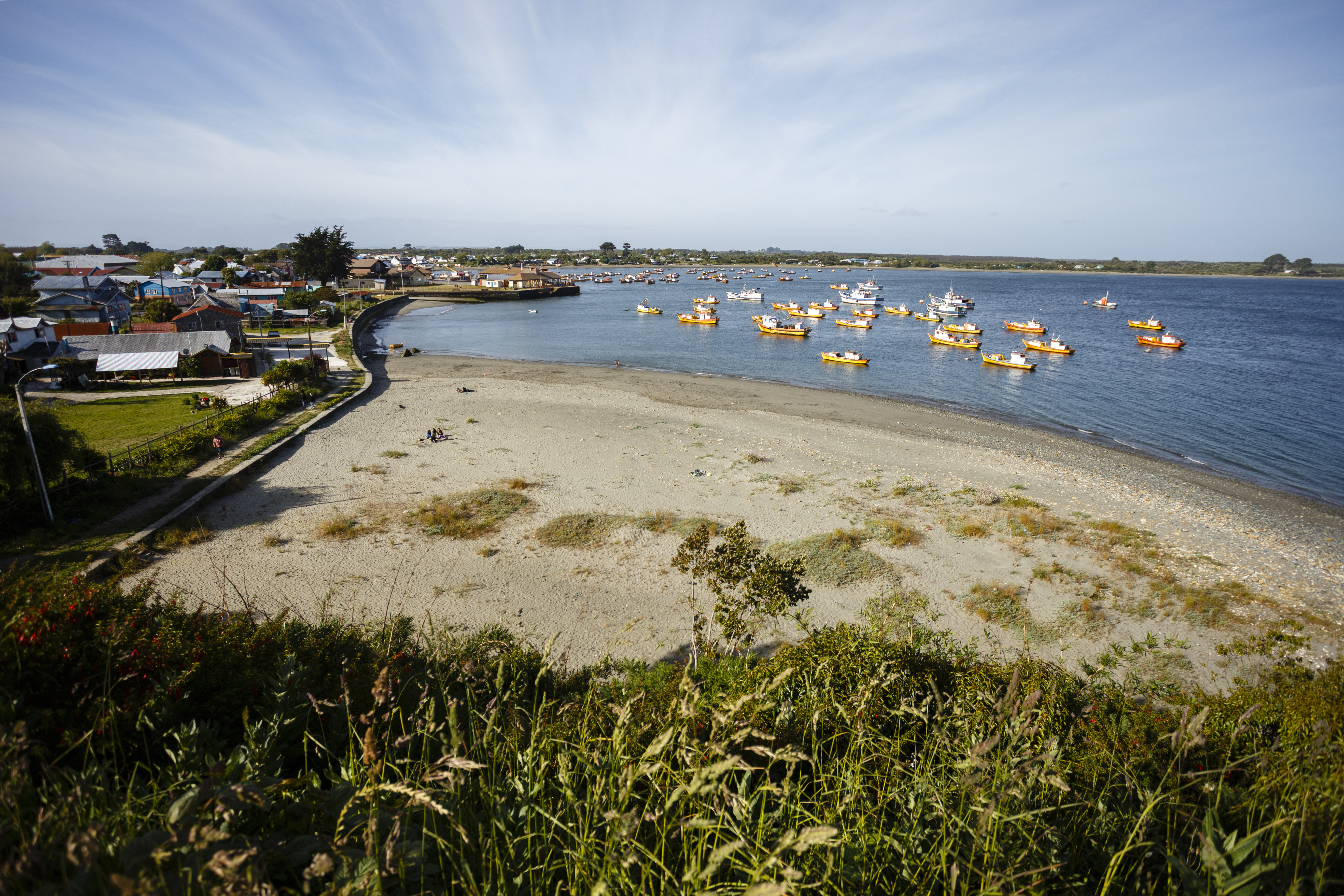
Ortsteil Carelmapu
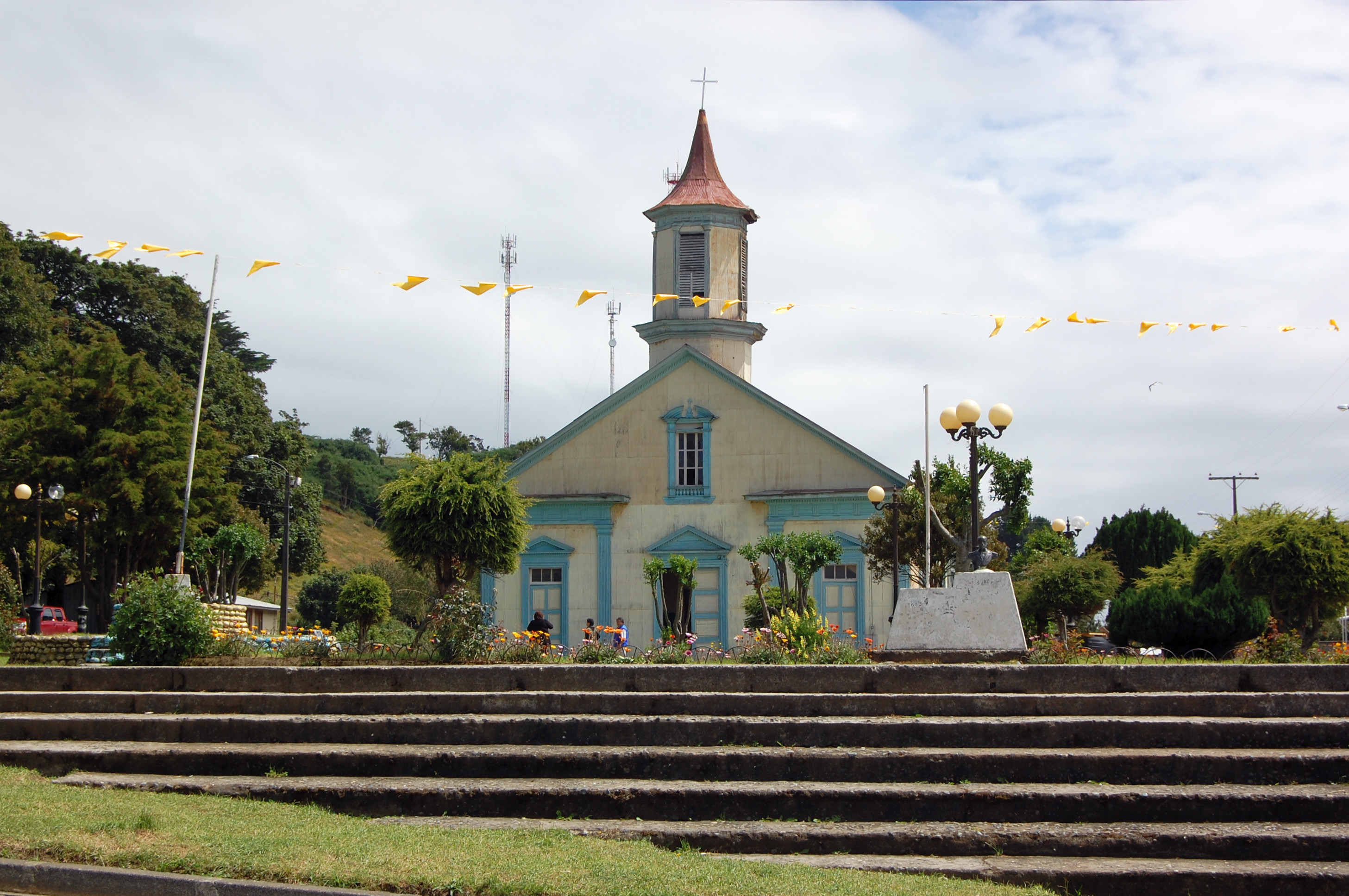
Kirche von Carelmapu
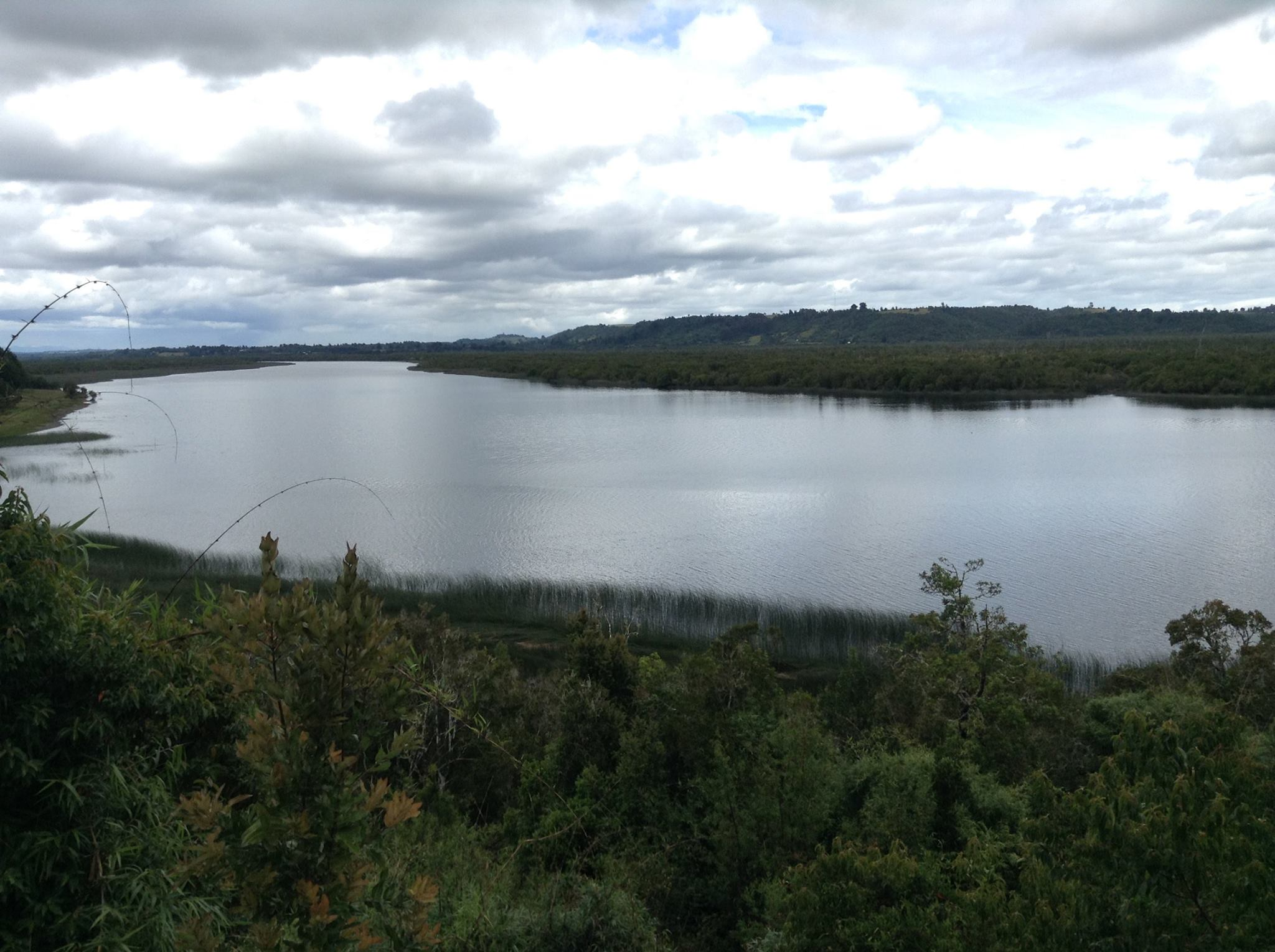
Der Río Maullín
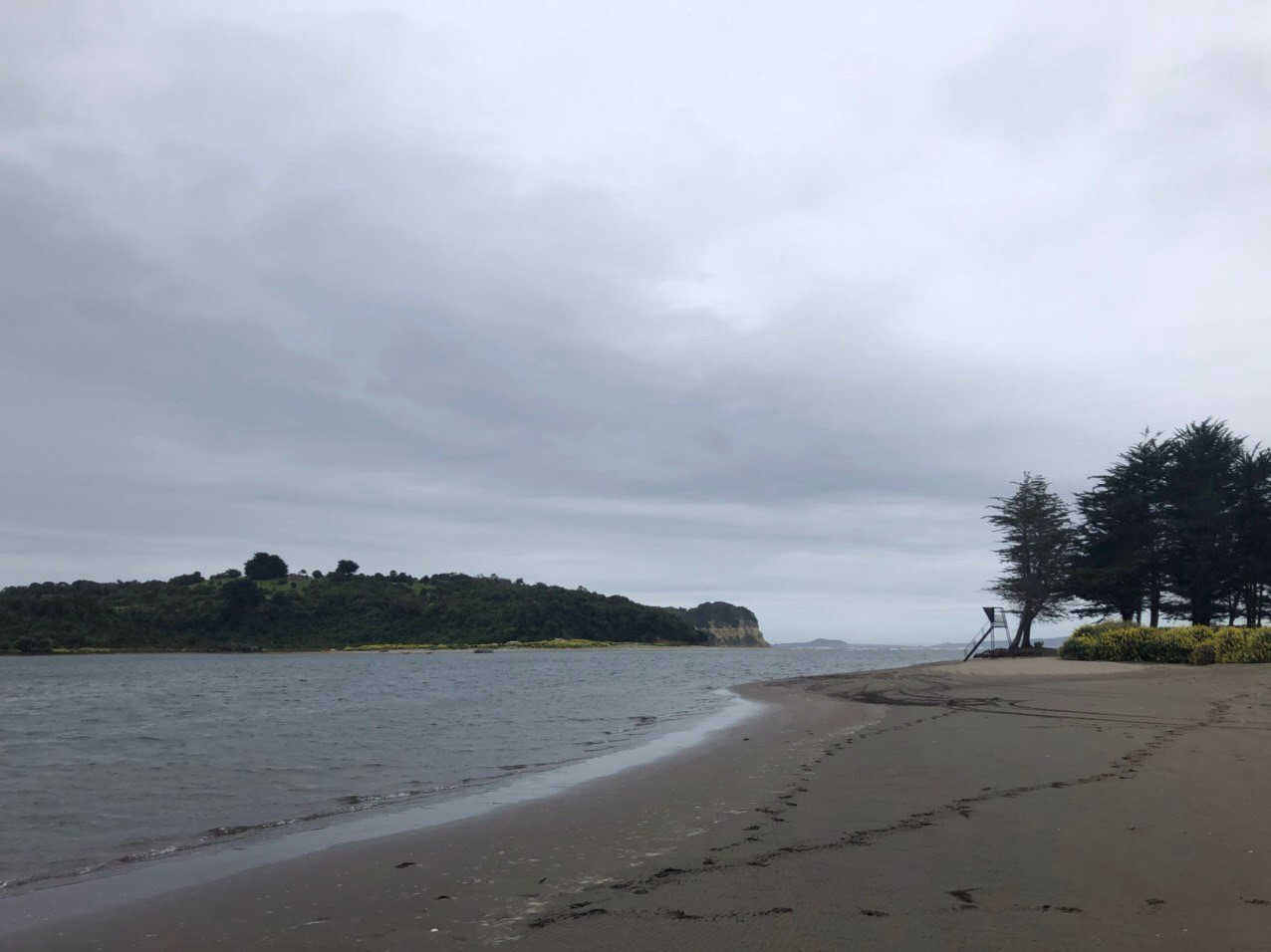
Der Strand von Amortajado